# Нижнеильиновский сельсовет
Нижнеильи́новский сельсове́т — сельское поселение в Михайловском районе Амурской области.
Административный центр — село Нижняя Ильиновка.

## История
11 июля 2005 года в соответствии с Законом Амурской области № 30-ОЗ муниципальное образование наделено статусом сельского поселения (в источнике - Ильиновский сельсовет).

## Население
| 2002 | 2010 | 2011 | 2012 | 2013 | 2014 | 2015 |
| ---- | ---- | ---- | ---- | ---- | ---- | ---- |
| 507  | ↘408 | →408 | ↘406 | ↘405 | ↘392 | ↘380 |
| 2016 | 2017 | 2018 | 2021 |      |      |      |
| ↘373 | ↘364 | ↘351 | ↗370 |      |      |      |

## Состав сельского поселения
| № | Населённый пункт | Тип населённого пункта       | Население |
| - | ---------------- | ---------------------------- | --------- |
| 1 | Нижняя Ильиновка | село, административный центр | ↘283      |
| 2 | Ярославка        | село                         | ↘68       |